# Полно преносиве болести
Полно или сексуално преносиве болести болести су које се преносе са једног партнера на другог током неког вида сексуалног односа: вагиналног, оралног или аналног. Некада су биле познате под називом венеричне болести али почетком последње деценије 20. века име им је промењено из више разлога. Већина сексуално преносивих болести иницијално не узрокују симптом. То доводи до повећаног ризика од преноса болести на друге. Симптоми и знаци болести могу да обухватају исцедак вагине, исцедак пениса, чиреве на или око гениталија, и карлични бол. Полно преносиве болести стечене пре или током рођења могу да доведу до лоших исхода по бебу. Неке од болести могу да узрокују проблеме са способношћу затрудњивања.
Више од 30 различитих бактерија, вируса, и паразита може да узрокује полно преносиве болести. Бактеријске болести обухватају хламидиозу, гонореју, и сифилис између осталих. Виралне болести обухватају генитални херпес, , и гениталне брадавице између осталих. Паразитске болести обухватају трихомонијазу између осталих. Мада се обично преносе путем секса, неке болести се могу пренети несексуалним контактом са контаминираном крвљу и ткивима, дојењем, или током порођаја. Дијагностички тестови су лако доступни у развијеном свету, док то често није случај у свету у развоју.
Најефективнији начин спречавања полно преносиве болести је сексуална апстиненција. Неке вакцинације могу да умање ризик од појединих инфекција укључујући хепатитис Б и неке типове ХПВ. Праксе безбедног секса попут употребе кондома, и сношаји са малим бројем сексуалних партнера такође снижавају ризик. Обрезивање код мушкараца може да буде ефективно у спречавању неких инфекција. Већина болести се може третирати и излечити. Од најчешћих инфекција, сифилис, гонореја, хламидиоза, трихомонијаза су излечиве, док се херпес, хепатитис Б, сида, и ХПВ могу третирати али се нису излечиви. Отпорност на поједине антибиотике се развила међу неким организмима као што је гонореја.

## Епидемиологија
Године 2015, око 1,1 милијарди људи је имало полно преносиве инфекције осим HIV/AIDS. Око 500 милиона су били инфектирани са било сифилисом, гонорејом, хламидиозом, трихомонијазам. Бар додатних 530 милиона људи је имало генитални херпес и 290 милиона жена је имало инфекцију људског папилома вируса. Полно преносиве инфекције осим сиде су узроковале 108.000 смртних случајева 2015. године. У Сједињеним Државама је било 19 милиона нових случајева сексуално преносивих инфекција у 2010. Историјска документација ових болести датира уназад до бар Еберовог папируса око 1550. п. н. е. и Старог завета. Обично постоји срам и стигма повезана са овим инфекцијама. Термин полно преносиве инфекције се генерално преферира у односу на полно преносиве болести или венеричне болести, јер се тиме обухватају они који немају симптоматске болести.
Сексуално преносиве болести у 2017. години у Калифорнији су забележиле рекордно висок ниво - са смртоносним последицама, према прелиминарним државним подацима објављеним маја 2018. У првој години регистровано је више од 300.000 случајева гонореје, хламидије и сифилиса - као најчешћих, сексуално преносивих бактеријских инфекција. То представља пораст од 45% у односу на 2013. годину, и највећи број оболелих у једној години од 1990. године, према подацима државног Министарства за јавно здравље. Неки од тих случајева имали су трагични завршетак: наиме 30 од 278 беба оболелих од конгениталног сифилиса у 2017. години је мртворођено, што је највећи број умрлих за задњих 22 године. По овим подацима Калифорнија има другу највишу стопу конгениталног сифилиса у САД након Луизијане, према најновијим националним подацима.

## Класификација
До 1990-их, полно преносиве болести су биле заједнички познате као венеричне болести, при чему је реч венеричне била изведена из латинске речи venereus, и значење које се односи на сексуални однос или жељу, ултиматно је изведено из Венере, римске богиње љубави. „Друштвена болест” је била фраза која се користила као еуфемизам.
Светска здравствена организација (WHO) је препоручила назив сексуално преносива инфекција као преферентни термин од 1999. Сексуално преносива инфекција је шири термин од сексуално преносива болести. Инфекција је колонизација паразитским врстама, која не мора увек да узрокује нежењене ефекте. У болести, инфекција доводи до поремећене или абнормалне функције. Стање не показује знакове или симптоме у свим случајевима. Повећано разумевање инфекција као што су ХПВ, која инфицира значајан део сексуално активних појединаца, али узрокује болест само у неколико, довела је до повећане употребе термина STI. Званичници јавног здравља су оригинално увели термин сексуално преносива инфекција, које клиничари све више користе заједно са овим термином сексуално преносива болест.
STD се може односити само на инфекције које узрокују болести, или се може користити слободније као синоним за STI. Већина људи не зна да су заражени са SТI док се не тестирају или почну показивати симптоме болести. Штавише, понекад се користи термин „сексуално преносива болест”, јер је мање рестриктиван у погледу других факторе или средства преноса. На пример, менингитис се преноси путем сексуалног контакта, али није означен као STI јер сексуални контакт није примарни вектор за патогене који узрокују менингитис. Ово неслагање се решава узимајући у обзир вероватноћу инфекције на начине који не обухватају сексуални контакт. Генерално, STI је инфекција која има занемарљиву вероватноћу преноса на начине који нису сексуални контакт, и има реалне шансе преноса сексуалним контактом (софистициранији начини - трансфузија крви, дељење хиподермних игли - се не узимају у обзир). Стога се може претпоставити да ако је особа инфицирана са STI, нпр. хламидиоза, гонореја, генитални херпес, ХПВ да је то пренето путем сексуалног контакта.

## Знаци и симптоми
Нису све сексуално преносиве инфекције симптоматичне, и могуће је да се симптоми не појаве непосредно након инфекције. У неким случајевима болест се може носити без симптома, што оставља већи ризик од преношења болести на друге. У зависности од болести, неке нетретиране инфекције могу да доведу до неплодности, хроничног бола или смрти.
Присуству полно преносиве инфекције код препубесцентна деца може да буде индикација сексуалног злостављања.

## Узроци

### Преношење
Све врсте сексуалног понашања које укључују контакт са другом особом или неком њеном телесном течношћу укључују одређени ризик од преношења болести. Оно што изазива ове болести, односно инфекције су: бактерије, гљивице, протозое и вируси. Једини начин заштите је употреба кондома, али ни он није поуздан 100%. Ове болести могу такође бити пренете путем трансфузије крви, игала (у разним случајевима: инјекције, тетовирање) итд.
Ризици и вероватноће преношења сексуално преносивих болести су сумирани по деловању у табели:
| Ризик при незаштићеном сексуалном поступку са зараженом особом | Ризик при незаштићеном сексуалном поступку са зараженом особом | Ризик при незаштићеном сексуалном поступку са зараженом особом      | Ризик при незаштићеном сексуалном поступку са зараженом особом |
| -------------------------------------------------------------- | --- | ------------------------------------------------------------------- | -------------------------------------------------------------- |
|                                                                | Познати ризик | Могући ризик                                                        |                                                                |
| Орални секс на човеку                                          | - Хламидиоза грла - Гонореја грла (25–30%) - Херпес (ретко) - ХПВ - Сифилис (1%) | - Хепатитис Б (низак ризик) - ХИВ (0.01%) - Хепатитис Ц (непознато) |                                                                |
| Орални секс на жени                                            | - Херпес - ХПВ | - Гонореја грла - Хламидиоза грла                                   |                                                                |
| Примање оралног секса — мушкарац                               | - Хламидиоза - Гонореја - Херпес - Сифилис (1%) | - ХПВ                                                               |                                                                |
| Примање оралног секса — жене                                   | - Херпес | - ХПВ - Вагиноза - Гонореја                                         |                                                                |
| Вагинални секс — мишкарац                                      | - Хламидиоза (30–50%) - Вапи - Шуга - Гонореја (22%) - Хепатитис Б - Херпес (0,07% за ХСВ-2) - ХИВ (0.05%) - ХПВ (висок: око 40-50%) - Микоплазма (опортунистички) - Сифилис - Трихомонијаза - Уреаплазма (опортунистички) | - Хепатитис Ц                                                       |                                                                |
| Вагинални секс — жена                                          | - Хламидиоза (30–50%) - Ваши - Шуга - Гонореја (47%) - Хепатитис Б (50–70%) - Херпес - ХИВ (0.1%) - ХПВ (висок; око 40-50%) - Микоплазма (опортунистички) - Сифилис - Трихомонијаза - Уреаплазма (опортунистички)          | - Хепатитис Ц                                                       |                                                                |
| Анални секс — умећући                                          | - Хламидиоза - Ваши - Шуга (40%) - Гонореја - Хепатитис Б - Херпес - ХИВ (0.62%) - ХПВ - Сифилис (14%) | - Хепатитис Ц                                                       |                                                                |
| Анални секс — рецептиван                                       | - Хламидиоза - Ваши - Шуга - Гонореја - Хепатитис Б - Херпес - ХИВ (1.7%) - ХПВ - Сифилис (1,4%) | - Хепатитис Ц                                                       |                                                                |
| Анилингус                                                      | - Амебијаза - Криптоспоридиоза (1%) - Гијардијаза - Хепатитис А (1%) - Шигелоза (1%) | - ХПВ (1%)                                                          |                                                                |

### Бактеријски
- Меки чир (Haemophilus ducreyi)
- Венерични лимфогранулом (Chlamydia trachomatis)
- Гонореја (Neisseria gonorrhoeae), колоквијално позната као
- Гранулома ингуинале или (Klebsiella granulomatis)
- [40][41][42]
- [31][43][44][45][46]
- Сифилис (Treponema pallidum)
- Генитална уреаплазма[47][48]

### Гљивични
- Кандидијаза (гљивична инфекција)

### Вирусни
- Вирусни хепатитис (Хепатитис Б вирус) — пљувачка, венеричне течности.

(Напомена: Хепатитис А и Хепатитис Е се преносе путем фекално-оралне руте; Хепатитис Ц је ретко сексуално преносив а рута преноса Хепатитиса Д је непозната, мада може да обухвата сексуални пренос.)
- Херпес ( вирус 1, 2) коже и слузокоже, преносив са и без видних пликова
- ХИВ (Вирус људске имунодефицијенције) — венеричне течности, сперма, мајчино млеко, крв
- ХПВ (Људски папилома вирус) — кожни и слузокожни контакт. Типови високог ризика ХПВ узрокују скоро све форме рака грлића материце, као и неке аналне, пенисне, и ракове вулве. Неки други типови ХПВ узрокују гениталне брадавице.
- ( вирус МЦВ) — блиски контакт

### Паразитски
- Стидна ваш, колоквијално позната као „крабс” (Pthirus pubis)
- Шуга

### Протозоални
- Трихомонијаза (Trichomonas vaginalis), колоквијално позната као „трич”